# アトランティック (航空機)
Br.1150 アトランティック
アトランティック2
イタリア空軍のアトランティック（2005年エアタトゥー）
- 用途：偵察、哨戒、対潜、SIGINT
- 分類：対潜哨戒機
- 設計者：ブレゲー
- 製造者：SECBAT
- 運用者

  -  フランス（フランス海軍）
  -  ドイツ（ドイツ海軍）
  -  イタリア（イタリア空軍）
  -  オランダ（オランダ海軍）
  -  パキスタン（パキスタン海軍）
- 初飛行：1961年10月21日
- 生産数：

  - 87機（アトランティック1）
  - 28機（アトランティック2）
- 運用開始：

  - 1965年（アトランティック1）
  - 1989年（アトランティック2）
- 運用状況：現役

ブレゲー アトランティック(Breguet Atlantic)は、フランスのブレゲー社によって開発された対潜哨戒機。生産は、SECBATコンソーシアムによる共同生産。ブレゲー社は1971年にダッソー社と合併したため、ダッソー アトランティックという表記も見られる。改良型のアトランティック2はフランスでしか採用されなかったため、基本的にフランス語表記（Atlantique 2とスペルが異なる）で呼ばれている。

## 開発

### アトランティック1
1956年、NATOによりP-2ネプチューンの後継となる対潜哨戒機の選定が開始された。洋上を長時間飛行することが求められたこの計画に対して、アメリカ、イギリス、ベルギーの3ヶ国が撤退した後、1959年にブレゲー社のBr.1150 アトランティック案が選定された。アトランティックは、機体を新規に開発するものとしては当時唯一の対潜哨戒機であり、ヨーロッパ諸国による共同開発となった。
胴体はダブル・バブル型と呼ばれるダルマ型で上下2層に分かれた構造をしており、上部が与圧された乗員区画、下部が兵器庫となっている。エンジンはロールス・ロイス製のタインを使用し、電子機器はアメリカ製であった。
1961年10月2日、SECBAT(Société Européenne de Construction de l'avion Breguet Atlantic)が設立された。4機の試作機が製造され、1961年10月21日トゥールーズにて初飛行が行われた。1963年6月20日、フランスより20機の発注を受け、後に40機まで増加、これに西ドイツの20機が加わった。60機の生産が終了する1968年末、オランダが9機の導入を決定し、1972年1月より新造される5機にフランス海軍からの購入4機でまかなわれることとなった。
1968年10月25日にはイタリアが加わり、イタリア採用分の18機とフランスからオランダへ売却された4機の充当分の合計22機を生産することとなった。1976年には、旧フランス海軍のアトランティック3機がパキスタンへ売却された。

### アトランティック2

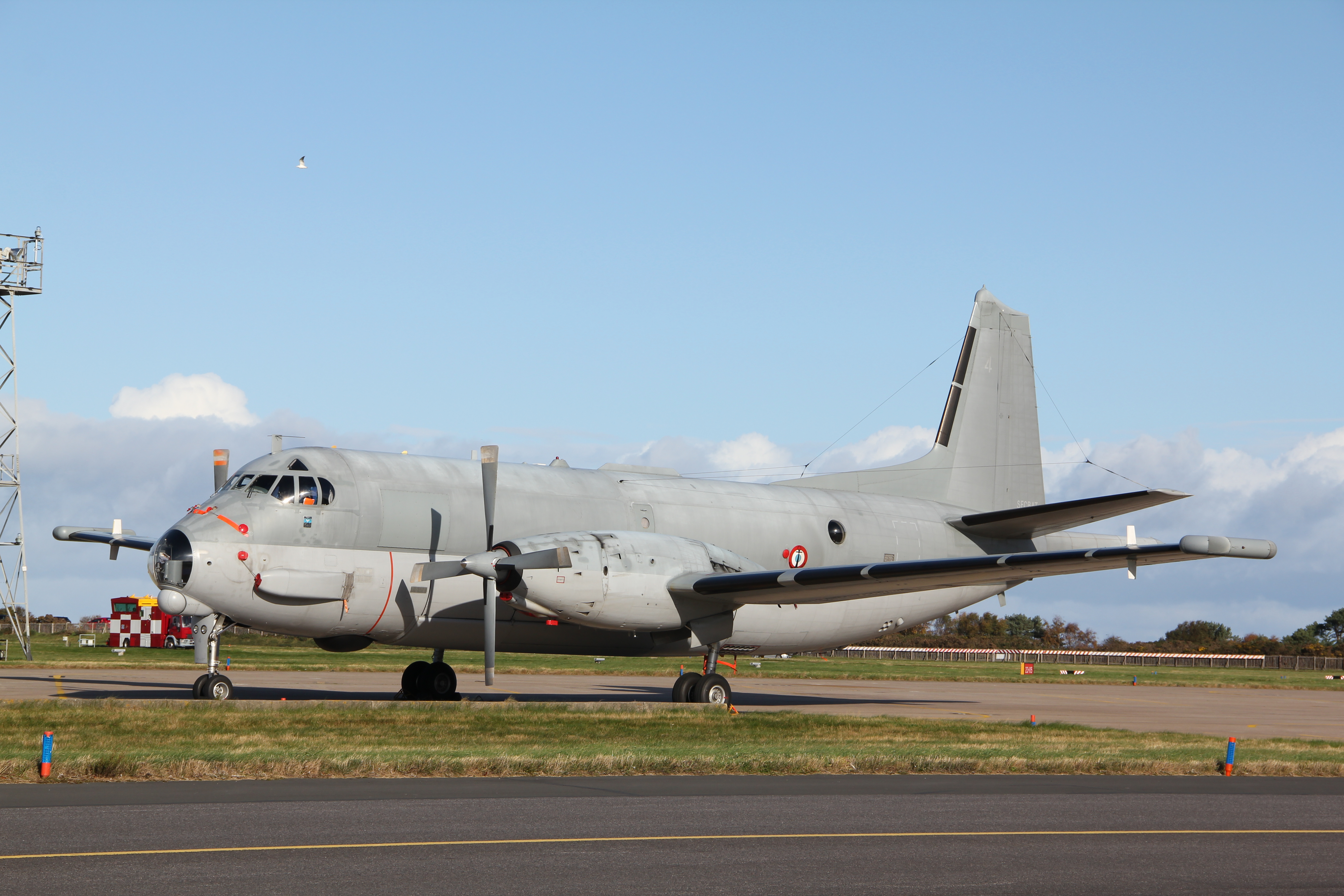
アトランティック2

1970年代半ば、フランスは増大する海上・海中の脅威に対抗するべく改良型の開発を決定した。当初は新世代アトランティック(ANG)と呼ばれたこのアトランティック2(ATL2)の試作機は、既存のアトランティックを改造することによって2機が製作された。
1981年5月8日に初飛行に成功し、1982年6月には量産型の製造が決定され、28機が製造された。これにより、従来型はアトランティック1(ATL1)とも呼ばれるようになった。
アトランティック2は電子機器の更新に重点が置かれ、機体の基本構造には手を加えていないが、垂直尾翼先端の形状が変化し、機首左側に大型の空気取り入れ口が設けられたことでアトランティック1と容易に見分けることができる。

### アトランティック3
アトランティック3(ATL3)は、1980年代後半にアトランティックの後継機として開発され、アリソン製AE2100へのエンジン換装、空中給油プローブやEFISの採用など大幅な改良を施していた。
1995年にはイギリスにもニムロッドの後継機として提案されたが、受注を得られず計画は中止された。
この他、エンジンをジェット化するジェット・アトランティックという計画も存在した。

## 運用国
- フランス
- ドイツ
- イタリア
- オランダ
- パキスタン

3機を事故で失ったオランダは早々とP-3Cに更新したが、現在はP-3C全機を売却しヘリコプターに一本化している。ドイツとパキスタンはP-3Cの導入で補強を行い、フランスとイタリアは近代化改修を施し後継機問題が解決するまでの対処を行っている。なお、ドイツの機体は対潜任務をP-3Cに譲りSIGINT機として運用されている。
当初25年と予想されていたアトランティックの機体寿命が尽きつつあるが、メーカーが当初提案したアトランティック3は中止されたため、後継機は新型のP-1、P-8、エアバス A319 MPAや、新型機導入により売却されたP-3Cの中古機となる。イタリアではATR 72 ASWが後継となった。
アトランティックは9機が事故で失われた。パキスタンの1機は、1999年8月10日にアラビア海の近くで領空侵犯を行ったとしてインド空軍のMiG-21により撃墜され、搭乗員全員が死亡している。この事件は、パキスタン海軍にとって初の航空機の損失であり、1971年の第三次印パ戦争以来、最多の死者を出した事件となった。（アトランティック撃墜事件）

## 要目
出典：分冊百科「週刊 ワールド・エアクラフト」No.99 2001年 デアゴスティーニ社
アトランティック1
- 乗員：12名
- 全長：31.75 m
- 全幅：36.30 m
- 全高：11.33 m
- 翼面積：120.34 m2
- 空虚重量：25,000 kg
- 最大離陸重量：44,500 kg
- エンジン：ロールス・ロイス タイン RTy.20 Mk 21 ターボプロップエンジン(4,549 kW) × 2
- 最大速度：658 km/h（最適高度）
- 巡航速度：556 km/h（高度7,500 m）
- 哨戒速度：315 km/h（最適高度）
- 航続距離：9,000 km
- 実用上昇限度：10,000 m
- 兵装：爆弾、機雷、誘導魚雷、エグゾセ対艦ミサイルなど最大3,500 kg

アトランティック2
- 乗員：アトランティック1と同じ
- 全長：31.62 m
- 全幅：37.42 m
- 全高：10.89 m
- 翼面積：アトランティック1と同じ
- 空虚重量：25,600 kg
- 最大離陸重量：46,200 kg
- エンジン：アトランティック1と同じ
- 最大速度：648 km/h（最適高度）
- 巡航速度：555 km/h（高度7,200 m）
- 哨戒速度：アトランティック1と同じ
- 航続距離：9,075 km
- 実用上昇限度：9,145 m
- 兵装：アトランティック1と同じ

## 比較
|              | P-3C           | Il-38                 | アトランティック      | P-8          | P-1          |
| ------------ | -------------- | --------------------- | --------------------- | ------------ | ------------ |
| 画像         |                |                       |                       |              |              |
| 全長         | 35.6 m         | 39.60 m               | 31.75 m               | 39.5 m       | 38 m         |
| 全幅         | 30.4 m         | 37.42 m               | 36.30 m               | 37.6 m       | 35.4 m       |
| 全高         | 10.3 m         | 10.16 m               | 11.33 m               | 12.83 m      | 12.1 m       |
| 発動機       | T56A-14×4      | イフチェンコ AI-20M×4 | タイン RTy.20 Mk 21×2 | CFM56-7B×2   | F7-10×4      |
| 発動機       | ターボプロップ | ターボプロップ        | ターボプロップ        | ターボファン | ターボファン |
| 最大離陸重量 | 63.4 t         | 66 t                  | 44.5 t                | 85.8 t       | 79.7 t       |
| 実用上昇限度 | 8,600 m        | 10,000 m              | 10,000 m              | 12,500 m     | 13,520 m     |
| 巡航速度     | 607.5 km/h     | 不明                  | 556 km/h              | 810 km/h     | 833 km/h     |
| 航続距離     | 6,751 km       | 7,500 km              | 9,000 km              | 8,300 km     | 8,000 km     |
| 戦闘行動半径 | 4,410 km       | 不明                  | 不明                  | 3,700 km     | 不明         |
| 最大滞空時間 | 15時間         | 13時間                | 不明                  | 10時間       | 不明         |
| 乗員         | 5-15名         | 7-8名                 | 12名                  | 9名          | 11名         |
| 運用開始     | 1962年8月      | 1971年                | 1965年                | 2013年3月    | 2013年3月    |
| 運用状況     | 現役           | 現役                  | 現役                  | 現役         | 現役         |
| 採用国       | 20             | 2                     | 5                     | 6            | 1            |